# Metagerra kaikourica
Metagerra kaikourica är en insektsart som beskrevs av Alan C. Eyles 1967. Metagerra kaikourica ingår i släktet Metagerra och familjen Rhyparochromidae. Inga underarter finns listade i Catalogue of Life.